# Club Social y Deportivo Alianza (Cutral Co)
El Club Social y Deportivo Alianza es un club de fútbol de la ciudad de Cutral Có, en la provincia de Neuquén, fundado el 15 de abril de 1979, cuando se firmó el acta de fundación. El nombre "Alianza" se debe a la unión entre los disidentes de los clubes Juventud Unida y Cutral-Có. El alias "Gallo Enfrascado" se debe a que su escudo, similar al de Deportivo Morón, es un gallo adentro de un frasco de vidrio. Se clasificó al Torneo Regional Federal Amateur 2023/2024.
Actualmente se desempeña en la Liga de Fútbol del Neuquén, tras no haber conseguido el ascenso en el Torneo Federal C. En el año 2014 logró jugar el Torneo Federal A, ya que tras la creación del mismo, se decidió, por parte del Consejo Federal, invitarle a participar. Es el equipo más ganador de la Liga de Fútbol del Neuquén, a pesar de ser un equipo del interior de la provincia. El clásico de Alianza Es Petrolero Argentino De Plaza Huincul.
Además, es el único equipo de su provincia en haber disputado un encuentro de Primera División, cuando al resultar ganador del Torneo Regional 1985 se clasificó a la Liguilla Pre-Libertadores donde fue derrotado por Boca Juniors.

## Historia
El club nació a mediados de 1979 tras la fusión de dos equipos locales, Club Centro Cultural y Deportivo Cutral-Có y Juventud Unida, y tras su creación comenzó a disputar los torneos de la LIFUNE.
El Club Alianza de Cutral Co, en su primer partido inaugural, tuvo el honor de elegir a Sergio Omar Sepúlveda como su capitán, quien lideró al equipo con destreza y determinación. La ciudad de Cutral Co se convirtió en el primer hogar de este club, desempeñando un papel fundamental en su identidad y crecimiento. Este hito marcó el inicio de una emocionante trayectoria para el Club Alianza, estableciendo una conexión duradera con la comunidad local y sentando las bases para futuros éxitos deportivos.
En 1980 logró su primer título en la LIFUNE, con ello participa en el Torneo Regional en 1981. En dicho certamen compartió zona con Huracán de San Rafael, San Martín de Mendoza, Ferro de General Pico, Bowen de General Alvear y Atlético Macachín de Santa Rosa. En ese grupo no tuvo grandes resultados y finalizó en la penúltima posición, con tan solo tres victorias y dos empates en diez partidos.
Mientras tanto, obtuvo los campeonatos "Apertura 1980" y "Petit 1981", y el "Oficial 1982" que le valió nuevamente la clasificación al Regional, esta vez, para 1982. En cuartos del final se enfrentó al equipo barilochense de Huahuel Hiyeo, al cual tras empatar en 1 como visitante, derrotó 4 a 1 como local y avanzó a semifinales, donde Deportivo Roca lo eliminó al vencerlo 1 a 2 como local y 1 a 0 en el Luis Maiolino.
Tras el "Clausura 1983" obtuvo los campeonatos "Oficiales" 1984, 1985 y 1986 en la LIFUNE, a la par que continuaba participando en los campeonatos Regionales, como el de 1983, donde terminó segundo de grupo por detrás de Atlético Santa Rosa de La Pampa y por encima de Cipolletti, Racing de Trelew y Alicopa de Bariloche y quedó fuera de competencia.

### Clasificación a la Liguilla Pre Libertadores
En 1985 se produce una de las mejores campañas del club hasta la fecha. Comenzó con la obtención del campeonato "Oficial 1985" de la LIFUNE, que lo clasificó al Campeonato Regional de 1985. En ese certamen terminó tercero de grupo, por debajo de Boca Juniors de Bariloche y Cipolletti y por encima de Ferro de General Pico y All Boys de Santa Rosa. A pesar de quedar eliminado, rápidamente se recompuso y disputó el Regional de 1985/86, donde jugó el "Grupo B-C" junto con Cipolletti, Boca de Bariloche, Racing de Trelew y El Ciclón de Viedma. Tras ser segundo de grupo, avanzó a la siguiente etapa en la "Zona Sur", junto con Pico FC, Huracán de Comodoro Rivadavia y Cipolletti. Ganó tres y empató dos de los seis encuentros y accedió al grupo final. Tras perder con Concepción FC en Tucumán y empatar con Belgrano de Córdoba como local, venció al elenco tucumano y llegó a la última fecha con posibilidades de quedar primero de grupo y así llegar a Primera División, sin embargo, perdió en Córdoba y quedó en la segunda ubicación. A pesar de ello, accedió a la Liguilla Pre Libertadores.
En la Liguilla Pre Libertadores se enfrentó en primera fase a Boca Juniors. El primer partido se jugó en el novedoso estadio del club, el Coloso del Ruca Quimey, recientemente inaugurado, donde el elenco visitante se impuso 2 a 1. Ya en La Bombonera, "el celeste" cayó por el mismo resultado y allí terminó su participación.
| 27 de abril de 1985 | Alianza  | 1 - 2 | Boca Juniors             | El Coloso del Ruca Quimey, Cutral Có |  |
|                     | González |       | O. Graciani · J. Higuaín |                                      |  |

| 4 de mayo de 1985                                   | Boca Juniors           | 2 - 1 | Alianza    | La Bombonera, Buenos Aires |  |
|                                                     | Krasousky · I. Stafuza |       | E. Sánchez |                            |  |
| Boca Juniors avanza en la Liguilla pre-Libertadores |                        |       |            |                            |  |

### Otras participaciones nacionales
Tras 1985, Alianza volvió a disputar un certamen nacional en 1987, en el nuevo "Torneo del Interior", tercera división nacional. Tras superar las primeras dos fases de manera sencilla, con una derrota en ocho partidos, se enfrentó a Racing de Trelew, Deportivo Roca y Huracán de Comodoro Rivadavia en el grupo final para los equipos del sur. Allí terminó tercero, a un punto de la clasificación, con tres victorias y un empate.
En 1991 volvió a disputar el torneo, quedando eliminado en la primera ronda al ser tercero del grupo que compartió con Cipolletti, Centenario de Neuquén y Estudiantes Unidos de Bariloche. Al año siguiente lo disputó nuevamente, y obtuvo el mismo resultado, compartiendo esta vez la zona con Independiente de Bariloche, además de los dos mismos elencos del año anterior. En la edición 1993/94 recién pudo avanzar de ronda, dejando en el camino a Huahuel Hiyeo, avanzó junto con Independiente de Neuquén. A diferencia del equipo "albirrojo", el celeste tuvo que jugar un play-off ante Atlético Santa Rosa. Como local ganó cómodamente 3 a 1, y tras empatar en cero como visitante, avanzó a la siguiente etapa, donde se enfrentó a Germinal de Rawson en otro partido a eliminación directa. En el Coloso fue victoria 3 a 0 para el local, y en el El Fortín de Rawson Alianza ganó 2 a 1. En la siguiente etapa integró un pentagonal con Cipolletti, Deportivo Patagones, Villa Mitre de Bahía Blanca y Cultural Argentino de General Pico, donde terminó penúltimo y quedó eliminado. Esta fue la mejor actuación en dicha competencia.

### Pasos por cuarta y quinta categoría
En 1995 participa nuevamente de un certamen nacional, esta vez, en el estreno del Torneo Argentino B. Tras ser el mejor de su grupo en la primera fase, superando a Ferro de General Pico, Independiente de Río Colorado o Villa Congreso de Viedma entre otros, integró el Grupo B en la segunda fase, quedando tan solo a una posición de acceder a la instancia definitiva del certamen. Unión Deportiva Catriel fue el mejor equipo del grupo, que además estuvo integrado por Boca Unidos de Bariloche, Estrella del Norte de Caleta Olivia y Unión General Campos de La Pampa.
En el TAB 1998/99 alcanzó la tercera etapa del torneo, quedando eliminado ante la CAI de Comodoro y Racing de Trelew. En el TAB 1999/2000 llegó a la cuarta etapa, donde lo eliminaron Banfield de Mar del Plata y Liniers de Bahía Blanca. En el siguiente Argentino B no pasó la primera ronda, y en el Torneo Argentino B 2001/02 quedó en la segunda fase.
Para el Torneo Argentino B 2004/05, el club fue uno de los 48 equipos invitados por el Consejo Federal a tomar parte, ya que se decidió implementar una reestructuración en el certamen tras la futura inclusión de una quinta categoría, el Torneo del Interior. En dicho torneo, no logró grandes resultados, de hecho, fue penalizado con la resta de nueve puntos durante el "Torneo Apertura", lo cual lo condenó a ser de los peores equipos del certamen, perdiendo así la categoría. El descenso no fue tan grave ya que para el siguiente torneo fue invitado nuevamente a participar. En esta segunda participación, el equipo tuvo mejores resultados y se salvó del descenso. En su tercera temporada consecutiva nuevamente obtuvo malos resultados y terminó último y descendido en su zona. Esta vez, el descenso fue definitivo.
Para el 2008 disputó un nuevo campeonato nacional, la quinta división. Volvió a disputarlo en el 2011 y 2012.

### Invitación al TAB y al Federal A
En el 2012 se produce una nueva ampliación en el Torneo Argentino B, expandiéndose a 100 equipos, regionalizándose. Para aumentar el número de participantes, el Consejo Federal cursó cuarenta invitaciones, entre ellas, una fue para "el celeste". Alianza participó en la zona 7, la zona patagónica, en el subgrupo norte, donde compartió con "viejos conocidos" de certámenes federales, como Independiente de Neuquén o Deportivo Roca, Deportivo Patagones o Sol de Mayo entre otros equipos. Con 35 puntos se salvó del descenso. En el Argentino B 2013/14 tuvo una mejor actuación, llegando a la segunda fase, tras haber integrado junto con Deportivo Roca, Atlético Regina, Independiente de Neuquén, Deportivo 25 de Mayo de La Pampa, Belgrano de Esquel, Petrolero Argentino de Plaza Huincul, Estudiantes Unidos de Bariloche y Círculo Italiano de Villa Regina la zona 14. En la segunda rueda no le fue tan bien, entre otras cosas, por los largos viajes como a Río Gallegos para enfrentar a Boca, o a Comodoro Rivadavia para verse ante Huracán y terminó en la cuarta ubicación del grupo.
Tras esa gran actuación, siendo el mejor equipo de la provincia en el certamen, fue invitado a una nueva categoría creada por el Consejo Federal, el Torneo Federal A, producto de una nueva expansión de las categorías nacionales.

## Estadio
El club cuenta con un estadio propio con capacidad para 16.500 espectadores, el Estadio Coloso del Ruca Quimey, y su campo de juego es de césped natural, considerado como uno de los mejores de la Patagonia. 
Fue inaugurado el 18 de marzo de 1985 con un partido ante Racing de Avellaneda y además fue escenario de un partido amistoso entre la selección nacional y la de Haití.

## Jugadores

### Plantilla 2023
- Actualizado el 22 de Octubre de 2023

Bajas: Alito Urrutia a Don Bosco (Zapala); Lautaro Marinelli a Tiro Federal (Ba. Ba.)

## Datos del club
- Temporadas en primera división: 0
- Participaciones en primera división: 1
  - Liguilla Pre-Libertadores: 1 1985/86
- Temporadas en segunda división: 0
- Participaciones en el Torneo Regional: 4 (1981, 1982, 1983 y 1985/86)
- Temporadas en tercera división: 3
  - Torneo del Interior: 1 (1986/87, 1991/92, 1992/93)
  - Torneo Federal A: 2 (2014, 2015)
- Temporadas en cuarta división: 12
  - Torneo Argentino B: 11 (1995/96, 1998/99, 1999/00, 2000/01, 2001/02, 2002/03, 2004/05, 2005/06, 2006/07, 2012/13 y 2013/14)
  - Torneo Federal B: 1 (2016)
- Temporadas en quinta división: 4
  - Torneo del Interior: 3 (2008, 2011 y 2012)
  - Torneo Federal C: 1 (2017)
- Participaciones en Copa Argentina: 3 (2012/13, 2013/14, 2014/15)

## Palmarés

### Liga local
- Campeón LiFuNe: (14) Oficial 1980, Apertura 1980, Petit 1981, Oficial 1982, Clausura 1983, Oficial 1984, Oficial 1985, Oficial 1986, Clausura 1993, Oficial 1994, Clausura 1998, Apertura 1999, Clausura 2000, Clausura 2011.
- Subcampeonatos: (10) Oficial 1981, Oficial 1983, Oficial 1988, Provincial 1989, Oficial 1991, Apertura 1997, Apertura 1998, Clausura 2007, Clausura 2010, Apertura 2011.